# Gregory Benford
Gregory Benford (Mobile, Alabama, 1941. január 30. –) amerikai sci-fi-író, kutató fizikus.

## Életrajz
- 1963-ban Bachelor of Science-fokozat, Oklahomai Egyetem,
- 1963-ban Norman, Oklahoma – fizikusi kinevezés
- 1965-ben Master of Science-fokozat, Kaliforniai Egyetem, (San Diego) és
- 1967-ben ugyanott Ph.D doktori cím
- 1967-ben megházasodik
- 1971 óta a Kaliforniai Egyetem professzora

## Pályafutása
- teoretikus és kísérleti alapon vizsgálta a plazma turbulenciát és egyéb asztrofizikai kutatásokat vezet
- 1965 júniusában jelent meg első irodalmi műve a Magazine of Science Fiction and Fantasy-ben
- 1969-től jelentek meg művei az Amazing Stories-ban
- Star Trek: The Next Generation sorozathoz nyújtott szakértői közreműködést.

### Művei
Művei az ún. hard science fiction kategóriájába sorolhatók
Sok esetben publikált társszerzőként Larry Niven, Gordon Eklund, William Rotsler, David Brin, Paul A. Carter, Arthur C. Clarke, Mark O. Martin és Kevin J. Anderson oldalán.
- 6 műből álló Galactic Center ciklus, és
- In the Ocean of Nigh
- Jupiter Project
- Artifact
- Against Infinity
- Eater
- Timescape
- Greg Bearrel és David Brinnel írta Második Alapítvány Trilógia-át

### Tagságai
- Egyetemi önkormányzati tag a Cambridge-i Egyetemen
- szaktanácsadóként közreműködött a NASA Energia Szakcsoportjánál
- a Fehér Ház Űrpolitikai Testületének munkáiban szaktanácsadó

### Díjai
- 1995-ben Lord Alapítvány Díjat kapott Tudományos és ismeretterjesztő munkájáért
- 1980-ban Timescape-ért Nebula-díj
- Második Nebula-díját a Gordon Eklunddal írt If the Stars are Gods-ért kapta
- John W. Campbell-emlékdíj
- ausztrál Ditmar-díj
- Négyszer jelölték Hugo-díjra (két novelláért és két regényért)
- Tizenkétszer jelölték a Nebula-díjra (szinte minden kategóriában)
- 1990-ben megkapta az ENSZ irodalmi medálját

## Magyarul
- Az Alapítvány félelme; Isaac Asimov nyomán, ford. Szántai Zsolt; Szukits, Szeged, 1997